# Metrostation Pulgŭnbyŏl

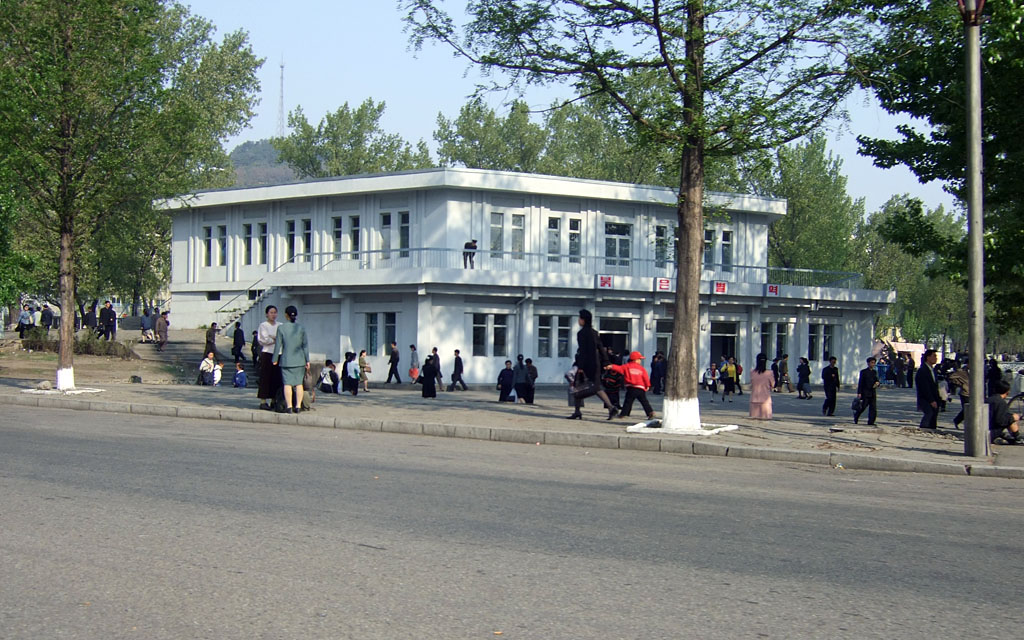
Metrostation Pulgŭnbyŏl

Die Metrostation Pulgŭnbyŏl (붉은별 = Roter Stern) ist eine U-Bahn-Station auf der Chŏllima-Linie der Metro Pjöngjang, der Hauptstadt Nordkoreas. Die Station befindet sich im Stadtbezirk Taesŏng-guyŏk und wurde am 6. September 1973 eröffnet. 
Sie ist seit Inbetriebnahme der Metro eine Endstation der Linie, die jedoch zukünftig mit weiteren Haltestationen ausgebaut werden soll.